# 시마즈카촌
시마즈카촌(島塚村)은 니가타현 기타칸바라군에 설치되었던 촌이다.